# 布拉謝爾斯 (阿肯色州)
布拉謝爾斯（英語：Brashears）是位於美國阿肯色州麥迪遜縣的一個非建制地區。該地的面積和人口皆未知。

## 地理
布拉謝爾斯的座標為35°48′42″N 93°47′45″W / 35.81167°N 93.79583°W，而該地的平均海拔高度為452米（即1483英尺）。